# Gaszowice (województwo dolnośląskie)
Gaszowice (niem. Görnsdorf) – wieś w Polsce, położona w województwie dolnośląskim, w powiecie oleśnickim, w gminie Syców.

## Historia i właściciele
Nazwa miejscowości związana jest z rycerzem imieniem Gernot bądź Gerndt, który według sycowskiego kronikarza i nauczyciela Josepha Franzkowskiego założył wieś w XIV wieku. Miejscowość należała w XVI wieku do rodu von Rohr, w XVIII w. jej właścicielem stała się rodzina von Prittwitz. W 1871 roku miejscowy majątek ziemski zakupił hrabia von Reinersdorff-Paczensky und Tenczin ze Stradomii; w rękach jego potomków folwark pozostał do 1945 r.

## Podział administracyjny
| SIMC    | Nazwa     | Rodzaj     |
| ------- | --------- | ---------- |
| 0209473 | Lesieniec | przysiółek |

Po roku 1945 początkowo administracja polska nazywała miejscowość Giernotczycami, ostatecznie jednak przyjęto formę Gaszowice. W latach 1975–1998 miejscowość administracyjnie należała do województwa kaliskiego.

## Demografia
Według Narodowego Spisu Powszechnego (III 2011 r.) liczyły 187 mieszkańców. Są najmniejszą miejscowością gminy Syców.